# Вокзальна вулиця (Житомир)
Вокзальна вулиця — вулиця у Корольовському районі міста Житомира.

## Назва
Назва вулиці походить від розташуванням на цій вулиці першого дерев'яного залізничного вокзалу міста у минулому.

## Опис
Вулиця розташована у привокзальній частині міста. Починається від Привокзального майдану, прямує на південний схід до перехрестя з вулицями Вітрука, Бориса Тена та Заводською. Перехрестям з Вокзальною вулицею завершується Гоголівська вулиця.
Забудова західного боку вулиці багатоповерхова житлова (1970—1980-х років побудови). Сучасна забудова східного боку вулиці представлена здебільшого одно-, двоповерховими багатоквартирними житловими будинками (першої половини XX століття).

## Історія
Вулиця утворена наприкінці XIX століття, внаслідок прокладання залізниці від Бердичева до Житомира та побудови у 1896 році вокзалу станції Житомир з комплексом допоміжних споруд. Вулиця показана на мапі 1897 року під назвою 1-ша Привокзальна лінія. Починалася від Київської вулиці, завершувалася неподалік її сучасного закінчення з'єднанням з провулком Вацківським, більша частина якого нині не існує та забудована. Забудова західної сторони вулиці здебільшого сформувалася до початку XX століття та простягалася від вулиці Київської до Привокзального майдану, що знаходився на місці сучасного перехрестя з Гоголівською вулицею (колишньою — 3-ю Привокзальною лінією).
У 1899 році вулицею Вокзальною була  прокладена трамвайна лінія та здійснено запуск 1-ї Київської лінії трамваю до залізничного вокзалу. З 1914 року трамвай курсував лише до початку вулиці, до нової будівлі залізничного вокзалу. 
На мапі 1915 року вказана сучасна назва вулиці — Вокзальна..
У 1962 році на початку вулиці побудоване розворотне тролейбусне кільце, де розташована кінцева зупинка тролейбуса. У 1965 році трамвайну лінію, що пролягала на початку вулиці демонтовано, з припиненням трамвайного руху.
Сучасна забудова вулиці почала формуватися з 1970-х років. Стару забудову західного боку вулиці знесено та побудовано п'ятиповерхові багатоквартирні житлові будинки з прибудованими приміщеннями громадського призначення. Через забудову кварталу між вулицями Вокзальною, Гоголівською та Бориса Тена, ліквідована частина Вацківського провулка, перехрестям з яким до 1970-х років завершувалася вулиця  Вокзальна. У 1975 році Вокзальна вулиця сполучалася з вулицею Вітрука, яка була скеровано на схід, паралельно вулиці Вітрука та продовжено вздовж залізниці за 1 км на південь.
З лютого 1981 року вулицею Вокзальної курсують тролейбусні маршрути у напрямку Східного мікрорайону та зворотно: зі Східного мікрорайону у напрямку залізничного вокзалу.
У 1996 році Вокзальну вулицю скорочено, виділивши її частину, що пролягає вздовж залізниці від перехрестя з вулицями Бориса Тена й Вітрука, в окрему вулицю Заводську.